# سويفت إير
سويفت إير هي شركة طيران إسبانية، تأسست عام 1986، وتتخذ من مطار مدريد باراخاس الدولي مركزًا لعملياتها.